# 普済寺 (立川市)
普済寺（ふさいじ）は、東京都立川市柴崎町にある臨済宗建長寺派の寺院。山号は玄武山。本尊は聖観音菩薩。
立川教育文化発祥の地

## 歴史
この寺は、文和年間（1352年 - 1356年）地頭立河宗恒の開基、物外可什の開山により創建されたと伝えられる。この寺にある場所は武蔵七党の一族である立河氏の居館があったところであり、この寺ははじめ外の場所にあったが立河氏が衰退した後に今の場所へ移されたと見られている。なお、1363年（貞治2年）から1400年（応永7年）までこの寺で「五部大乗経」が刊行されている。江戸時代には江戸幕府から朱印状を与えられている。

## 文化財

### 国宝

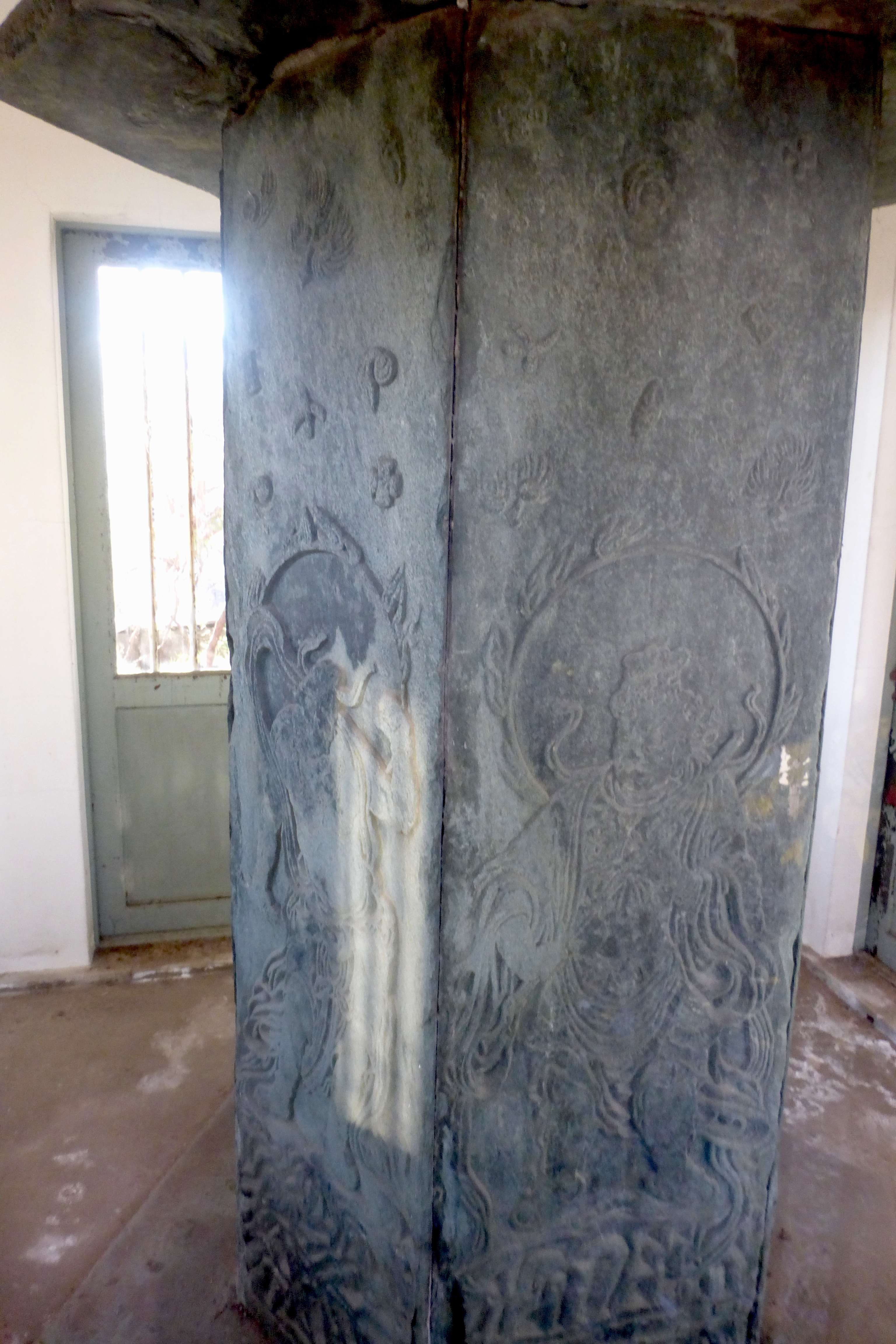
六面石幢

石幢
緑泥片岩製の石幢（せきどう）。延文6年（1361年）の造立。普済寺境内のコンクリート製の覆堂内に保存される。
幢の原義は仏堂を荘厳する「はた」の一種で、方形または多角形（六角、八角など）の笠の各辺から布を垂らしたものである。この形を模して石で造立したものを石幢という。普済寺の石幢は六角形の基台石上に板石6枚を組み合わせた六面石幢で、上部には笠石を乗せ、凝灰岩製の受花と後世のものと考えられている宝珠が重ねられている。総高は204.5センチ、6面の板石は各166x42センチ。各板石には四天王（持国天、増長天。広目天、多聞天）及び金剛力士（仁王）像が薄肉彫りされている。広目天像の向かって右脇に「延文六年辛丑七月六日施財性了立道円刻」の銘がある。「性了立道円刻」は「性了」が造立し、「道円」が刻んだとの意で、性了は当寺の物外可什像（1995年焼失）の像内銘にもその名が見え、開山物外可什の関係者（弟子か）とみられる。道円については石幢の四天王像と金剛力士像を刻んだ者とみられるが、詳細は不明である。
考古資料部門の国宝としては最も制作年代の新しいものである。立川市歴史民俗資料館にはこの石幢の原寸大のレプリカが展示されている。
なお、寺側の発表によると、新収蔵施設建設にともなう保存修理のため、2020年9月から2024年3月までの予定で、石幢の公開は中止となる。

### 重要文化財
重要文化財の木造物外禅師坐像（1370年・応安3年作）があったが、1995年4月4日の火災で本堂とともに焼失した。

## 所在地
- 東京都立川市柴崎町4-20-46